# Aerosol atmosfèric

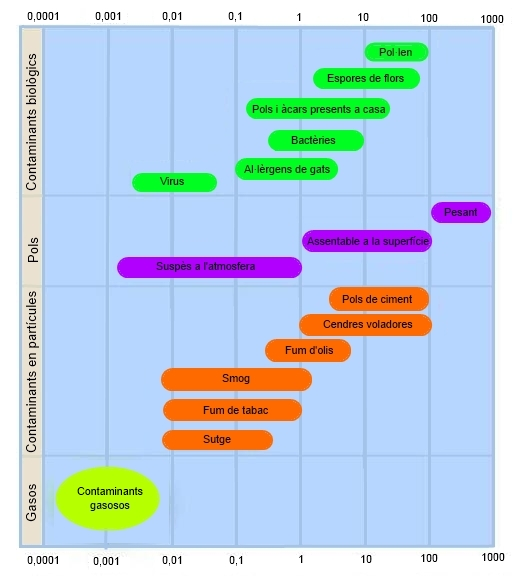
El diagrama mostra una distribució per mides en micròmetres de diferents tipus d'aerosols presents a l'atmosfera.

L'aerosol atmosfèric, també conegut com a partícules en suspensió, són petits fragments de matèria sòlida o líquida suspesos a l'atmosfera terrestre, i de naturalesa antropogènica o natural. Aquest tipus d'aerosol pot afectar negativament la salut dels humans, com també pot tenir un efecte negatiu en el clima. Els tipus d'aerosols atmosfèrics són, a grans trets, la matèria particulada suspesa, la matèria respirable suspesa (partícules amb un diàmetre inferior als 10 micròmetres, que arriben fàcilment als pulmons), partícules fines i sutge.

## Composició

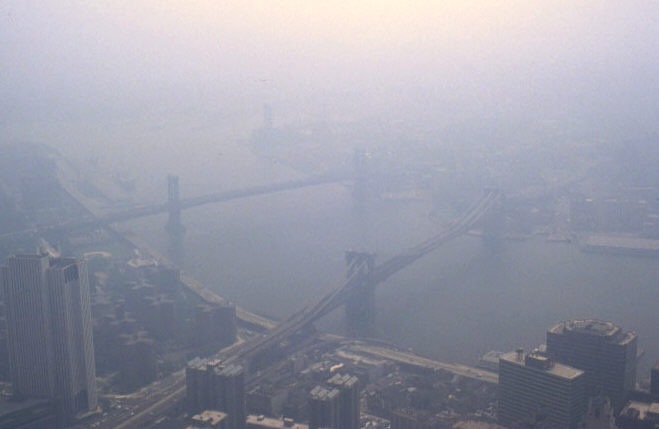
Boirum de Nova York

## Efectes climatics

Forçant radiatiu i les incerteses estimades per l'IPCC.

#### Efecte directe

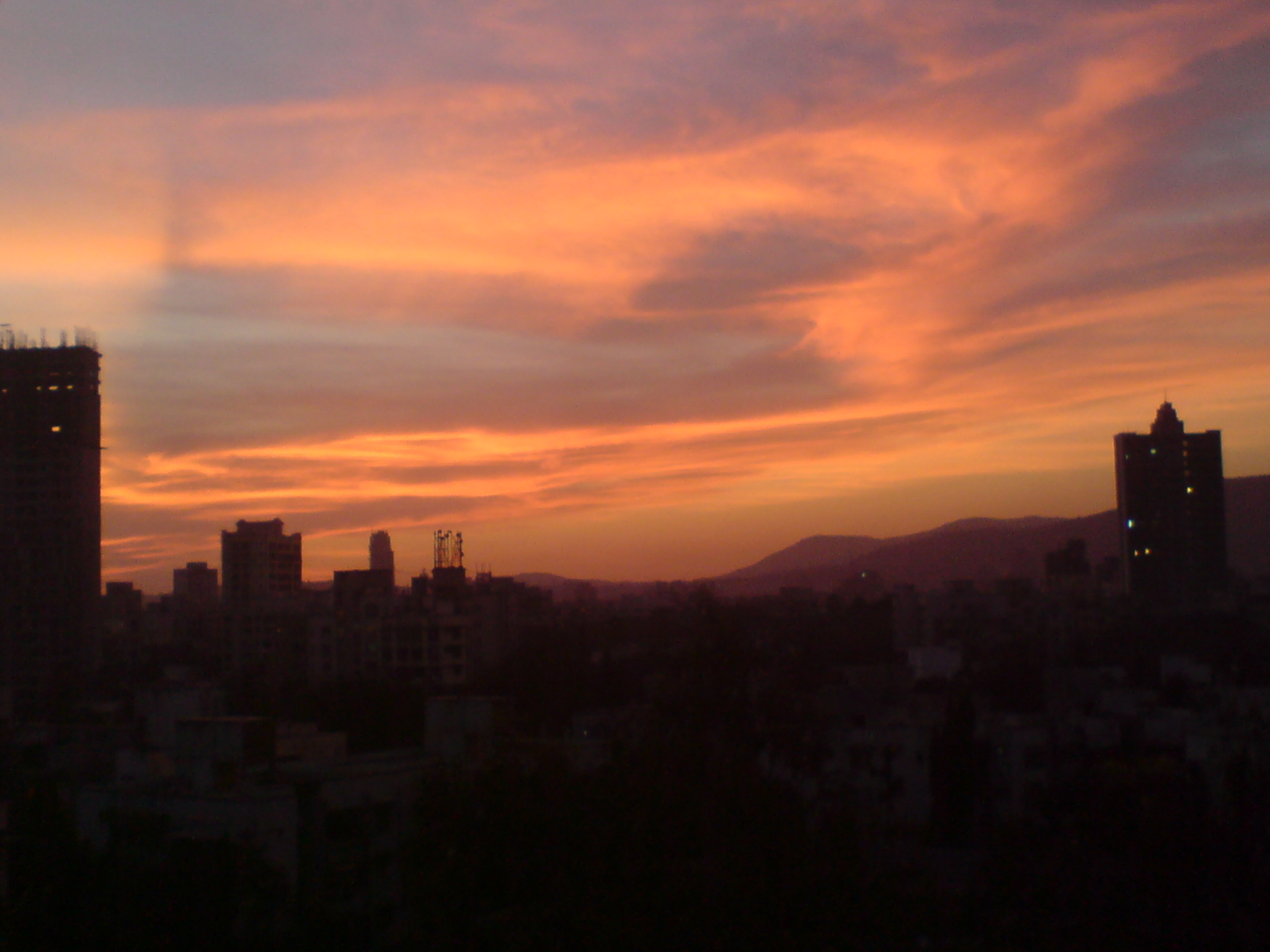
Les partícules a l'aire causen els tons grisos i rosa a Mumbai durant la posta de sol

### Efecte de l'aerosol atmosfèric en el clima

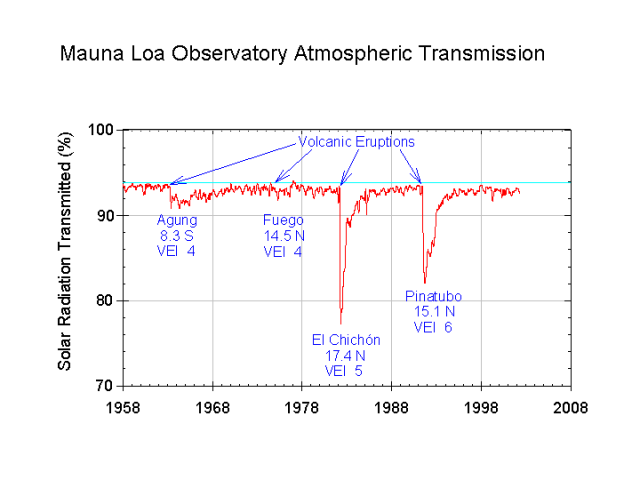
Disminució de la radiació solar deguda a erupcions volcàniques

## Efectes a la salut

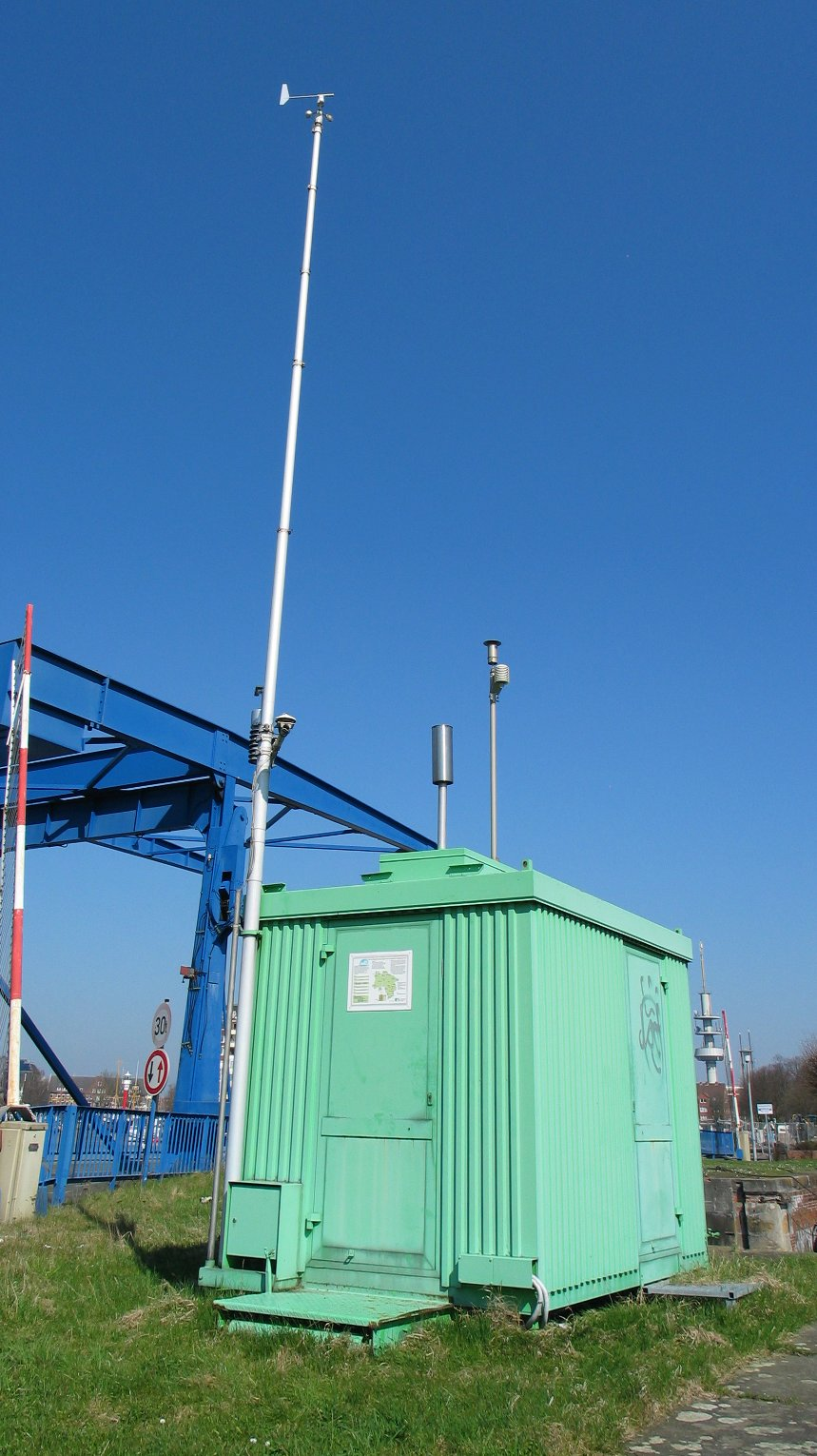
Estació de mesura de pol·lució atmosfèrica a Alemanya

### UE

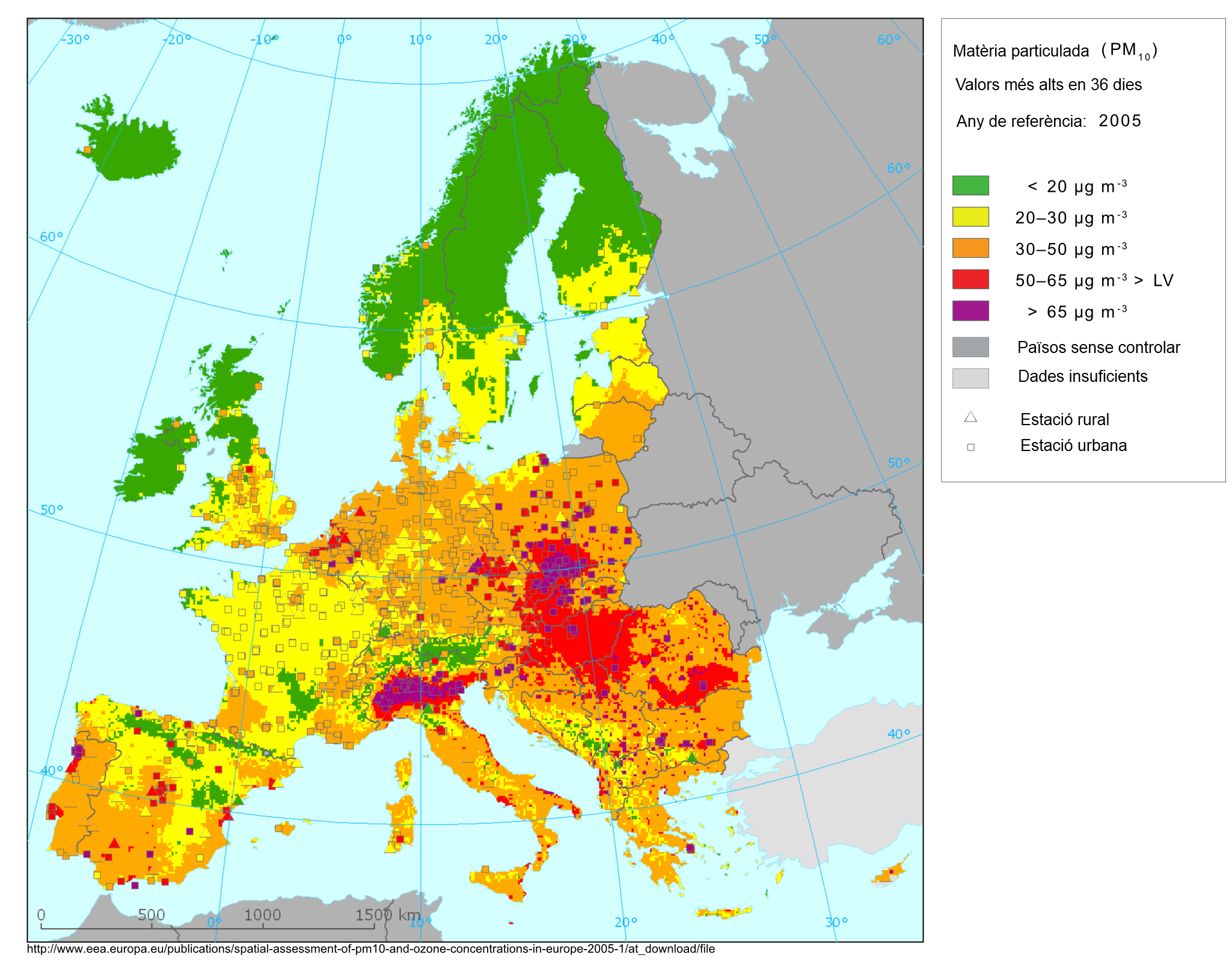
Concentració de PM_{10} a Europa.